# Джоселин, Роберт, 2-й граф Роден
Роберт Джоселин, 2-й граф Роден (англ. Robert Jocelyn, 2st Earl of Roden; 26 октября 1756 — 29 июня 1820) — ирландский пэр, военный и политик. Он был известен как Достопочтенный Роберт Джоселин с 1756 по 1771 год и виконт Джоселин с 1771 по 1797 год.

## Биография
Родился 26 октября 1756 года в Дандолке, графство Лаут, Ирландия. Старший сын Роберта Джоселина, 1-го графа Родена (1737—1797), и леди Энн Гамильтон (1730—1803), дочери Джеймса Гамильтона, 1-го графа Кланбрассила.
Профессиональный военный. Драгунская рота, которой он командовал, по прозвищу «Охотники на лис», получила большую известность во время Ирландского восстания 1798 года. Они сыграли ведущую роль в резне в Гиббет-Рат в Курра-оф-Килдэр 29 мая 1798 года, когда 350—500 сдавшихся повстанцев были хладнокровно убиты . В защиту лорда Родена можно сказать, что он действовал по приказу своего командира, генерала Джеймса Даффа. В сентябре его драгуны сыграли решающую роль в окончательном разгроме вторгшейся французской армии в битве при Баллинамуке. Сам лорд Роден принял капитуляцию бригадного генерала Юмбера.
Роберт Джоселин заседал в Ирландской палате общин от Мэриборо (1776—1778) и Дандолка (1783—1797).
22 июля 1797 года после смерти своего отца Роберт Джоселин унаследовал титулы 2-го графа Родена из Хай-Родинга в графстве Типперэри, 3-го виконта Джоселина, 3-го барона Ньюпорта из Ньюпорта в графстве Типперэри и 6-го баронета Джоселина.
Член Тайного совета Ирландии (1797), генеральный аудитор Ирландского казначейства (1797—1820). В ноябре 1806 года он был награжден Орденом Святого Патрика. С 1800 по 1820 год — один из ирландских пэров-представителей в Палате лордов Великобритании.
Лорд Роден скончался 29 июня 1820 года в возрасте 63 лет в Гайд-холле, Херефордшир, Англия. Ему наследовал его старший сын от первого брака, Роберт Джоселин, 3-й граф Роден.

## Семья
Лорд Роден был дважды женат. 5 февраля 1788 года в церкви Сент-Эндрюс, Дублин, он женился первым браком на Фрэнсис Феодосии Блай (? — 22 мая 1802), дочери преподобного Роберта Блая, декана Эльфина, и Фрэнсис Уинтроп. У супругов было шестеро детей:
- Роберт Джоселин, 3-й граф Роден (27 октября 1788 — 20 марта 1870), старший сын и преемник отца
- Достопочтенный Джеймс Блай Джоселин (? — июнь 1812)
- Достопочтенный Томас Джоселин (? — февраль 1816)
- Достопочтенный Джордж Джоселин
- Леди Фрэнсис Теодосия Джоселин (10 августа 1795 — 10 мая 1820), в 1813 году она вышла замуж за Ричарда Уингфилда, 5-го виконта Пауэрскорта.
- Леди Энн Джоселин (? — октябрь 1822)

5 июля 1804 года в Эдинбурге лорд Роден женился вторым браком на Джулиане-Энн Орд (1774 — 23 ноября 1856), дочери Джона Орда и Розамонды Даглиш. Дети от второго брака:
- Достопочтенный Джон Джоселин (июль 1805 — 22 июля 1869)
- Майор Достопочтенный Огастес Джордж Фредерик Джоселин (декабрь 1811 — 11 апреля 1887).